# Jonas Žemaitis
Jonas Žemaitis-Vytautas (ur. 15 marca 1909 w Połądze, zm. 26 listopada 1954 w Moskwie na Butyrkach) – litewski generał brygady, żołnierz antyradzieckiego ruchu oporu po II wojnie światowej. W latach 1949–1954 wykonujący obowiązki Prezydenta Litwy.

## Życiorys
Pochodził z rodziny służącej hrabiom Tyszkiewiczom z Połągi. W 1929 roku ukończył Szkołę Wojskową w Kownie, by kształcić się dalej w Szkole Artylerii w Fontainebleau we Francji.
Zaciągnął się do podziemia w 1943 roku, a rok później, gdy gen. Povilas Plechavičius rozpoczął formowanie Oddziałów Terytorialnych (Vietine Rinktine) został dowódcą 310 Batalionu. Kiedy rozpoczęła się sowiecka okupacja przystąpił do litewskich oddziałów partyzanckich, gdzie dowodził sztabem „Žebenkštis” (Łasica) w rejonie Rosieni. Od 1946 roku w Oddziale Ochotniczym (Savanorio rinktinės) w okręgu „Kiejstut” dowodził pomorskim obwodem. W 1948 roku był założycielem Jednolitego Ruchu Walki za Wolność i został najwyższym dowódcą partyzantów. 16 lutego 1949 roku LLKS (Lietuvos Laisves Kovotojo Sąjudis) nadała Jonasowi Žemaitisowi – „Witoldowi”, jednogłośnie stopień dowódcy i wybrała na przewodniczącego prezydium tej Rady. Deklaracja Rady przewidywała, że po odzyskaniu przez Litwę niepodległości, do czasu zebrania Sejmu, przewodniczący prezydium pełnić będzie obowiązki Prezydenta Republiki Litewskiej. Zatem przy takim ułożeniu warunków Jonas Žemaitis byłby został piątym Prezydentem Litwy.
Sowieci cały czas poszukiwali Jonasa Žemaitisa. 30 maja 1953 roku został zdradzony: do bunkra w którym przebywał wrzucono granat ogłuszający. Generał został pojmany. Po długo trwającym przesłuchaniu, sparaliżowany i nie mogący chodzić dowódca został przerzucony samolotem do Moskwy, gdzie śledztwo prowadził sam Beria. 26 listopada 1954 roku został zastrzelony w więzieniu na Butyrkach w Moskwie. 20 listopada 1998 roku Litewskiej Akademii Wojskowej nadano imię Jonasa Žemaitisa.
Uchwałą z 12 marca 2009 Sejm Republiki Litewskiej stwierdził, że Jonas Žemaitis jako przewodniczący Prezydium Rady Ruchu Walki o Wolność Litwy w latach 1949–1954 faktycznie wykonywał obowiązki Prezydenta Republiki Litewskiej.